# Prins Christians Sund
Prins Christians Sund (grønlandsk: Ikerasassuaq) ligger øst for Grønlands sydspids Kap Farvel og strækker sig 100 km, fra Danmarkstrædet i øst, til Davisstrædet i vest. Sundet er opkaldt efter prins Christian Frederik (senere Christian 8.). Tidevandsstrømmen i det lange og smalle farvand er så kraftig, at mindre både kun kan passere ved ebbe (faldende vandstand). Sundet er et panorama med høje spidse fjelde, gletsjere, isbjerge og et naturfarvespil, man sent vil glemme. 
Flere gange hver sommer går krydstogtskibe gennem dette sund, , nogle gange så store som Eurodam (86.700 ton, 285 m længde) 

## Vejrstation
Ved indsejlingen i øst til sundet ligger en vejrstation, der blev grundlagt af amerikanerne under 2. verdenskrig som led i de amerikanske forsvarsanlæg i Grønland under navnet Bluie East One. Vejrstationens opgave var blandt andet at sørge for, at skibsfarten havde pålidelige data om vejret ved Kap Farvel. Den 7. januar 1959, da skibet M/S Hans Hedtoft stødte på et isbjerg ved Kap Farvel, var radiotelegrafisten på vejrstationen ved Prins Christians Sund den første, som opfangede skibets nødsignal.
Vejrstationen drives i dag af den Internationale civile luftfarts organisation ICAO sammen med Tele Greenland. En lang trætrappe snor sig fra havnen op til stationen med messebygning, elværk, boligbarakker og radioantenneanlæg.

## Radio
Prins Christians Sund Radio blev lukket i 1980.